# Lövholmsvägen

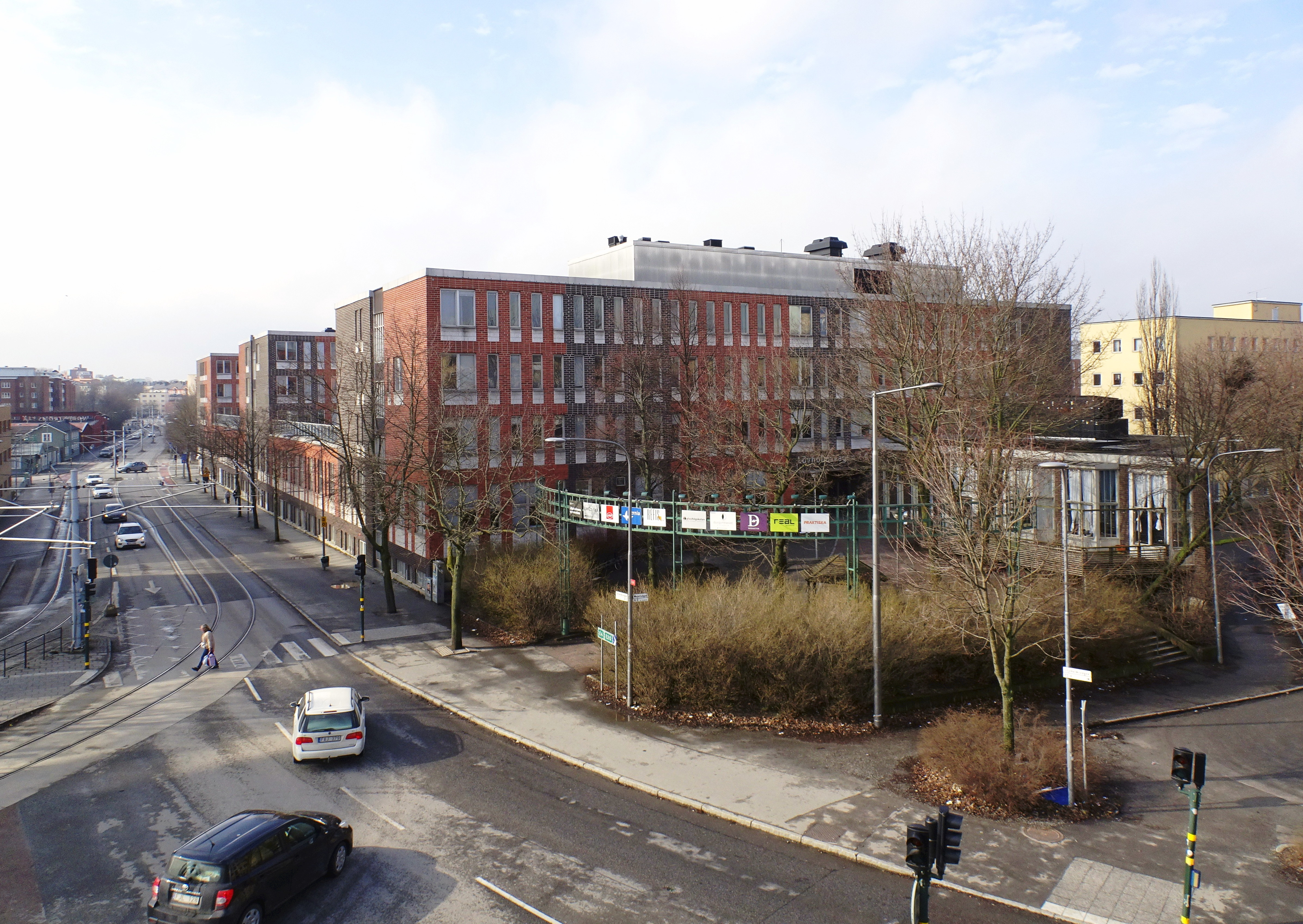
Lövholmsvägen västerut med kvarteret Tryckeriet till höger, 2017.

Lövholmsvägen är en gata som sträcker sig i stadsdelarna Liljeholmen och Gröndal i södra Stockholm. Vägen fick sitt nuvarande namn 1924.

## Historik

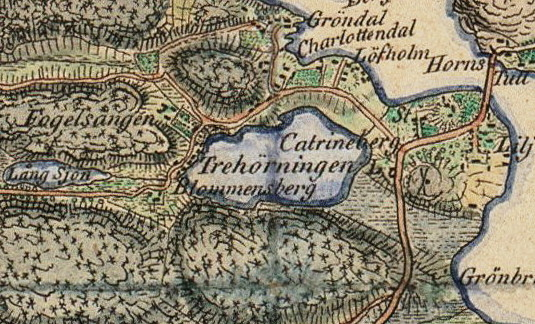
Lövholmsvägens föregångare 1817.

Lövholmsvägen har sitt namn efter Lövholmen som är ett område inom Liljeholmen. Namnet Lövholmen har sitt ursprung i ett 1600-tals torp kallat Lustigkulla som lydde under Hägerstens gård. Lustigkulla (ursprungligen Spögubbens torp) låg ett par hundra meter sydost om gården Stora Gröndal. På Lustigkulla (Lustikulla 1748) bedrevs förmodligen en krog på 1700-talet, därav det ovanliga namnet. Enligt 1791 års jordebok ändrades namnet på 1790-talet till Löfholmen.
Föregångaren till dagens Lövholmsvägen var en landsväg som gick från Södertäljevägen västerut i dalgången mellan sjön Trekanten och Sannadalsberget och vidare bort till Vinterviken respektive Mörtviken. Mot norr fanns en avstickare till gården Stora Gröndal.

## Dagens Lövholmsvägen
Idag går Lövholmsvägen från Liljeholmsvägen vid Liljeholmsberget i öster till Gröndalsvägen, där den svänger mot väster. Där fortsätter den söder om Sannadalsberget och svänger sedan mot norr tillbaka till Gröndalsvägen, ungefär i höjd med Gröndals kyrka. 

### Östra delen
Lövholmsvägens östra avsnitt domineras av industri- och kontorshusbebyggelse från slutet av 1800-talet fram till idag. Bland industrier kan nämnas kontorskomplexet i kvarteret Rosteriet (Lövholmsvägen 1-9). Kvarteret har sitt namn efter surrogatkafferosteriet Kathreinerfabriken, ett tyskt företag som 1913 öppnade sin svenska filial i Liljeholmen. Mellan 1920 och 1950 hade läkemedelsföretaget Pharmacia sina lokaler i rosteriets byggnad. Under 1950- och 1960-talen hade AB Atomenergi delar av sin verksamhet i kvarteret Rosteriet med bland annat tillverkning av bränslestavar för svenska forskningsreaktorer.
Kontorskomplexet i kvarteret Tryckeriet (Lövholmsvägen 2-6) ritades av Backström & Reinius på 1970-talet och Nordström & Co (Lövholmsvägen 11-17) har funnits här sedan starten 1914. Det stora industriområdet vid Lövholmsvägen 20-22 tillhörde AB Wilh. Beckers färgfabrik. Sedan 2000 går även Tvärbanan på Lövholmsvägens östra del med hållplatsen Trekanten. Industriområdet mellan Liljeholmsviken och Lövholmsvägen kommer att avvecklas och ersättas med bostäder, skola och förskolor, parker och kontor. En detaljplaneändring pågår för närvarande (2020).

Östra delen
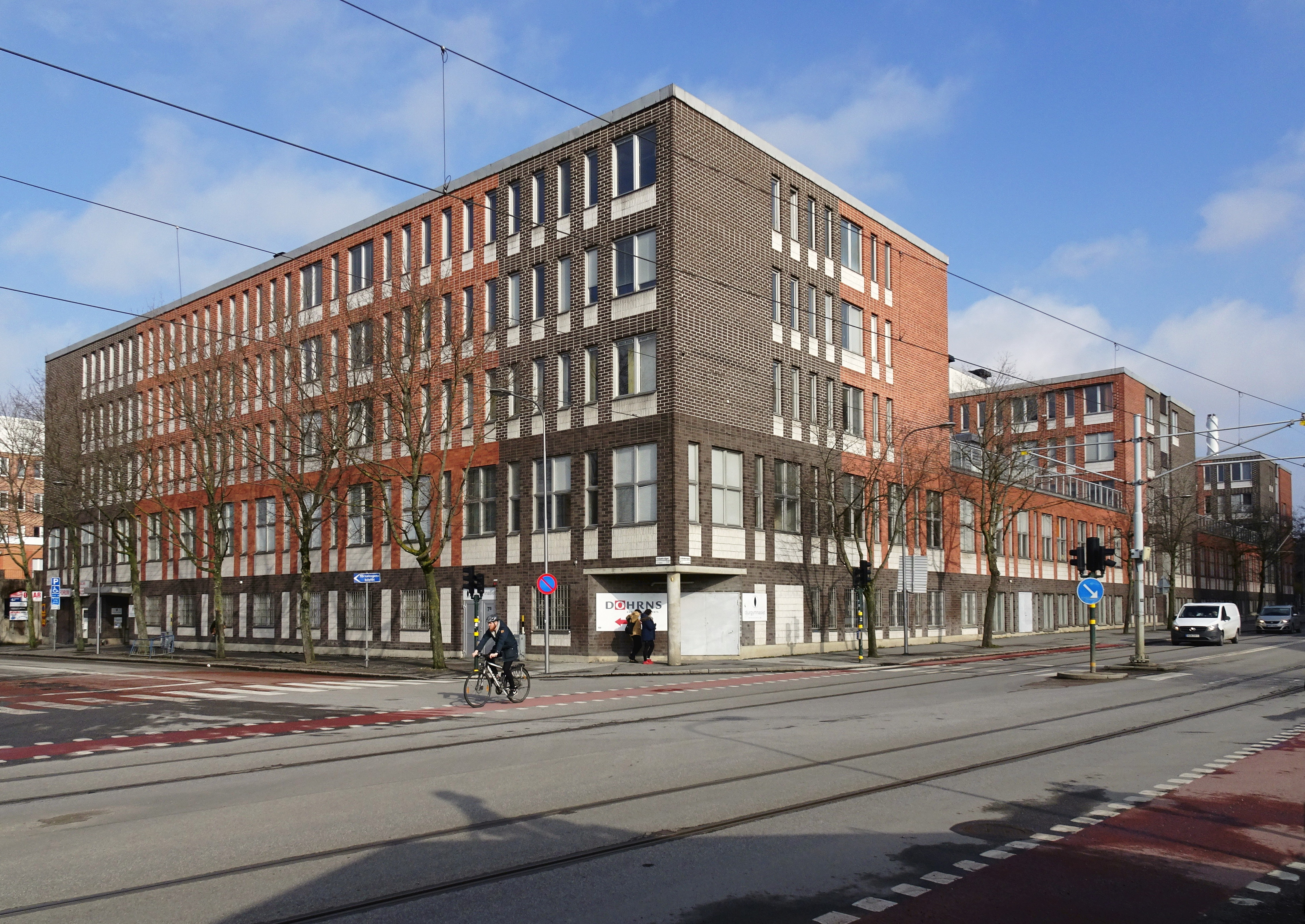
Kvarteret Tryckeriet, byggår 1973 arkitekt: Backström & Reinius.
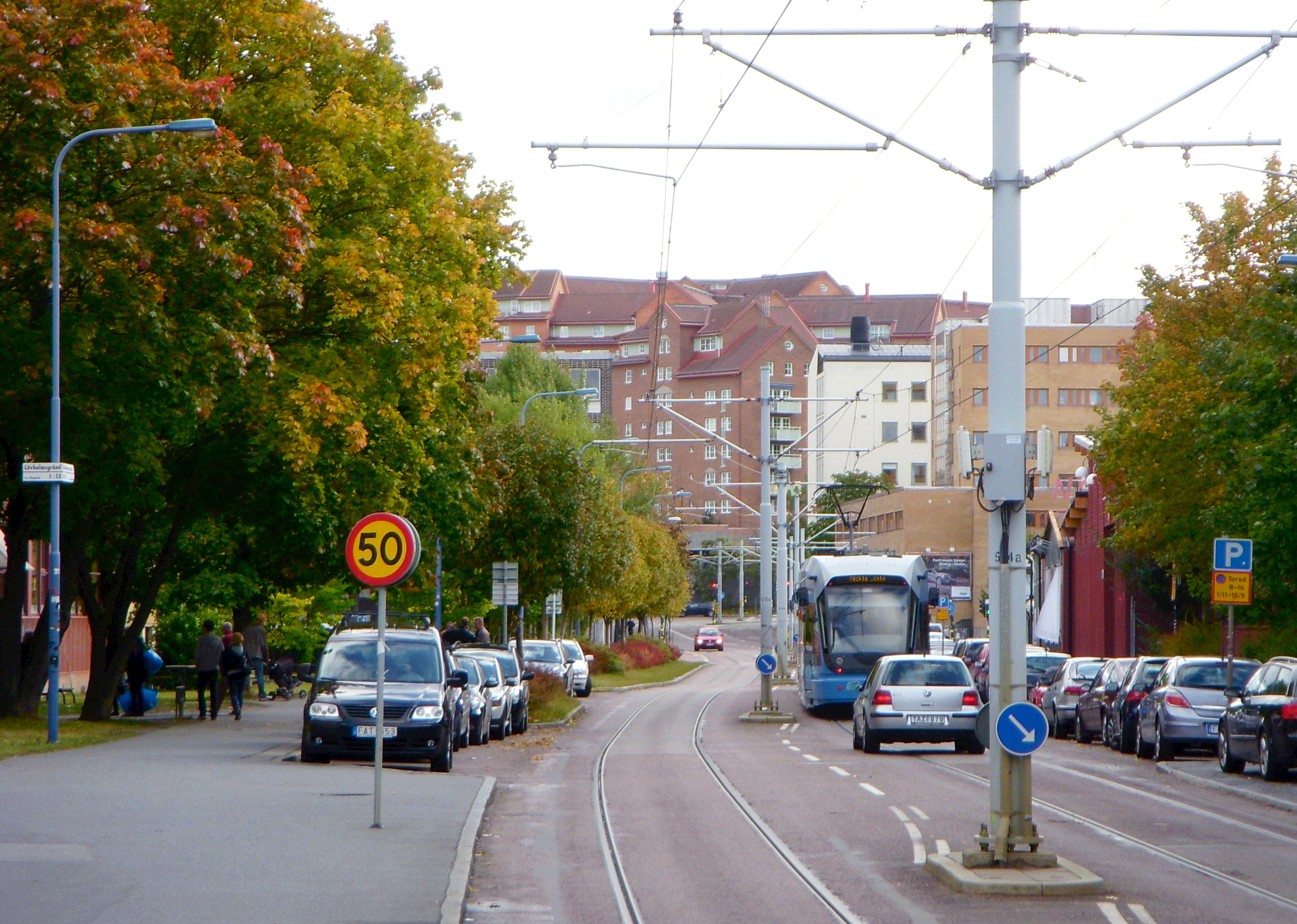
Lövholmsvägen österut i höjd med Lövholmsgränd.
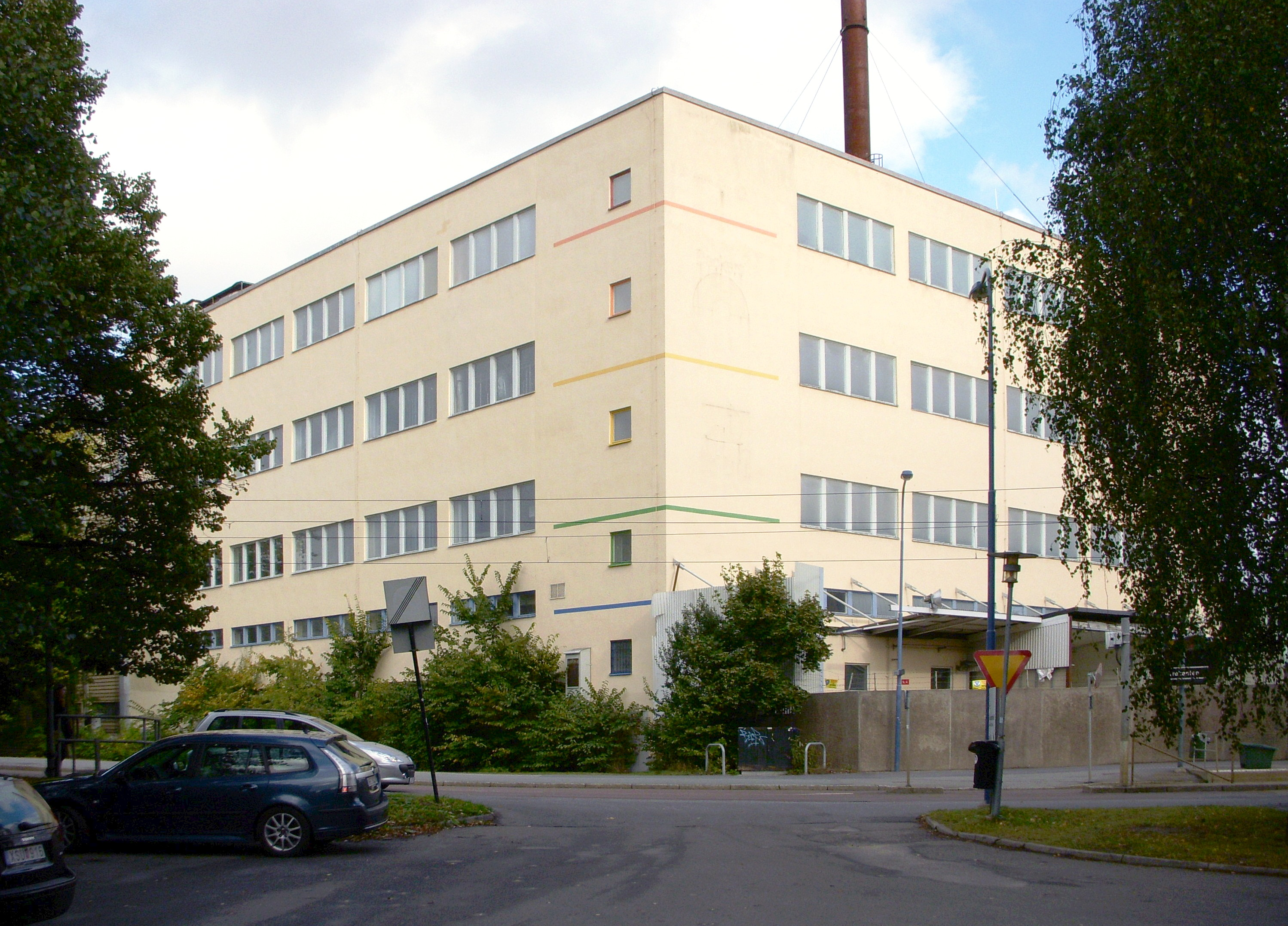
Nya färgfabriken, byggår 1964 arkitekt: Rasmussens Arkitektkontor (byggnaden revs 2020).
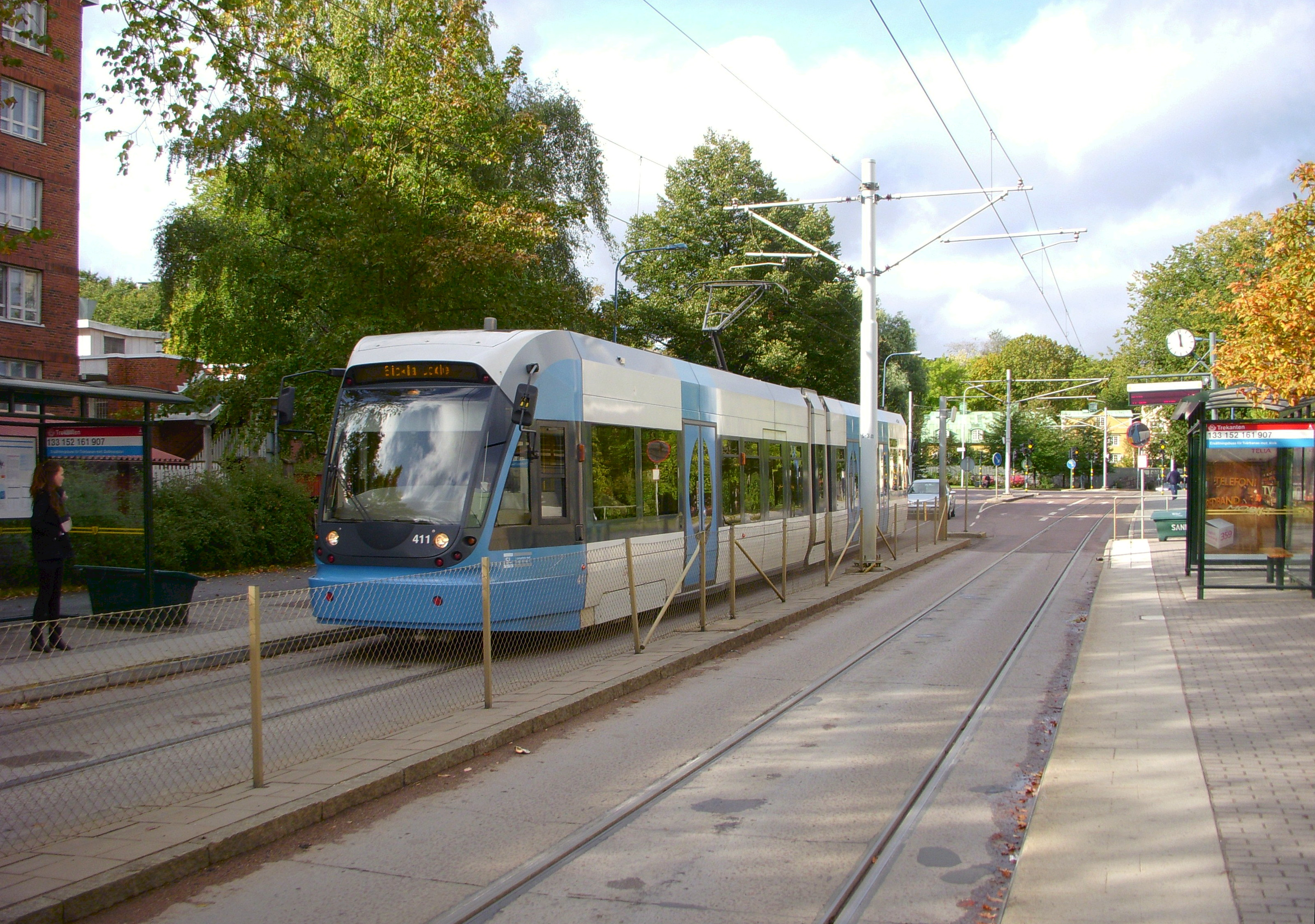
Lövholmsvägen västerut med Tvärbanan vid hållplats "Trekanten".
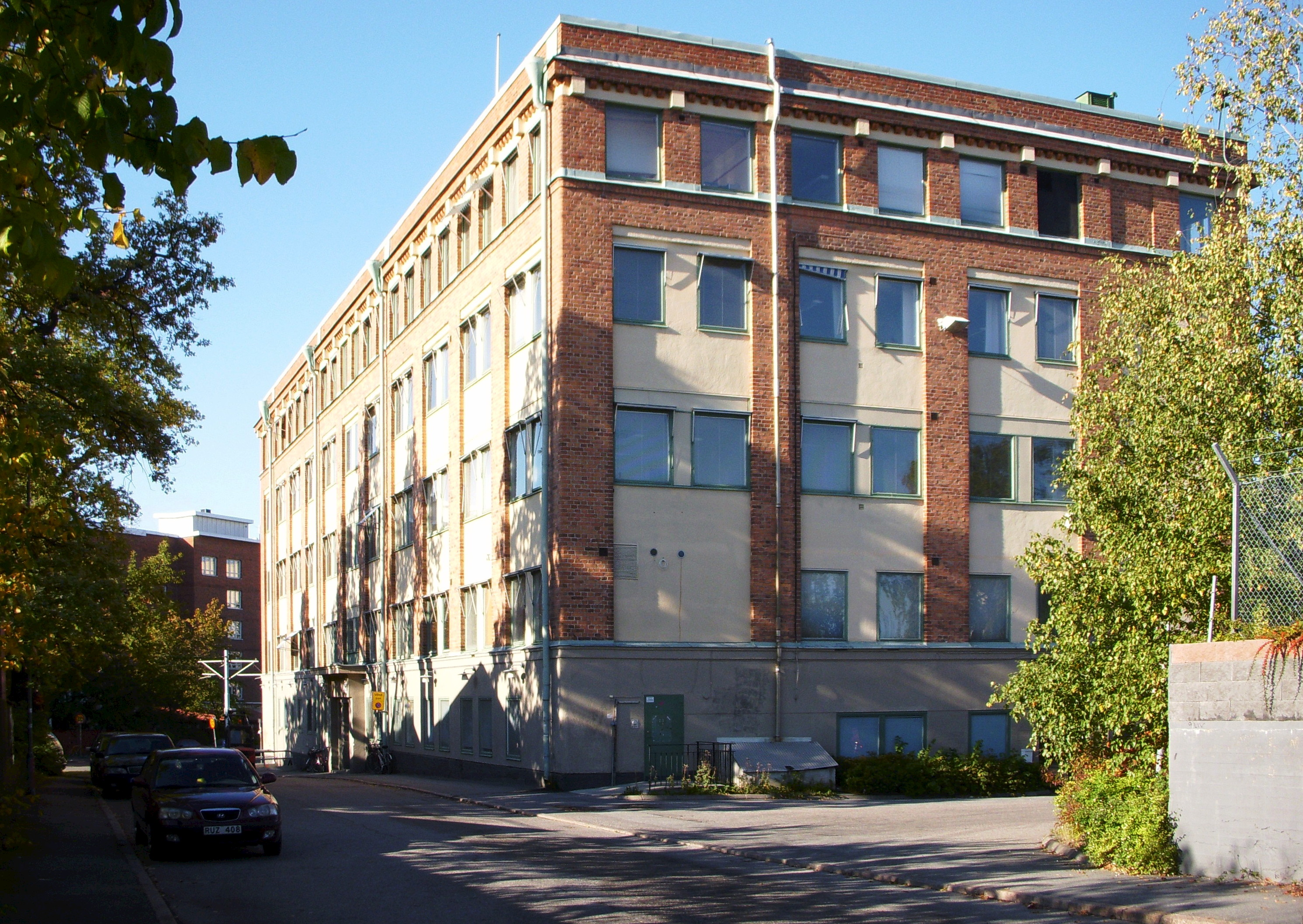
Beckers kontorsbyggnad, byggår 1917 arkitekt: Theodor Anton Bergen.

### Västra delen
I sitt västra avsnitt går Lövholmsvägen mellan Trekanten och Sannadalsberget. Här utgör vägen även stadsdelsgränsen mellan Gröndal och Liljeholmen. I området mellan vägen och Trekanten uppstod på 1800-talets slut ett mindre ”vildvuxet” industriområde vid namn Nynäs. Här trängdes arbetarbostäder och några företag bland annat ett garveri (Frosts hudar), en förnicklingsfabrik, ett kafferosteri, ett plåtslageri och flera mekaniska verkstäder samt Hellman och Lagerholms färgfabrik med kontor och lager. Här låg även G.E. Larssons Wört & Limpbageri där man bakade den lokalt kända Nynäslimpan.
Allt försvann fram till 1980-talet utom en byggnad som tillhörde Limpbageriet. På platsen för Frosts hudar uppfördes i mitten av 1980-talet Anticimex kontorsbyggnad (Lövholmsvägen 61). I juni 2016 flyttade Anticimex från byggnaden och i augusti samma år öppnade Entréskolan, en friskola för årskurs 1-9, sin verksamhet i företagets gamla kontorslokaler. Strax väster om Anticimexhuset, där Lövholmsvägen svänger mot norr, ligger Trekantens strandbad. Mittemot, på Sannadalsbergets platå, reser sig hög- och låghusen i kvarteret Ljuskronan och Ljussaxen som uppfördes mellan 1958 och 1972. Lövholmsvägens äldsta bevarade bebyggelse utgörs av gården Stora Fågelsången med bebyggelse från 1700-talets slut. Stora Fågelsångens kvarvarande byggnader är blåmärkta av Stadsmuseet i Stockholm vilket innebär att de bedöms ha "synnerligen höga kulturhistoriska värden".

Västra delen
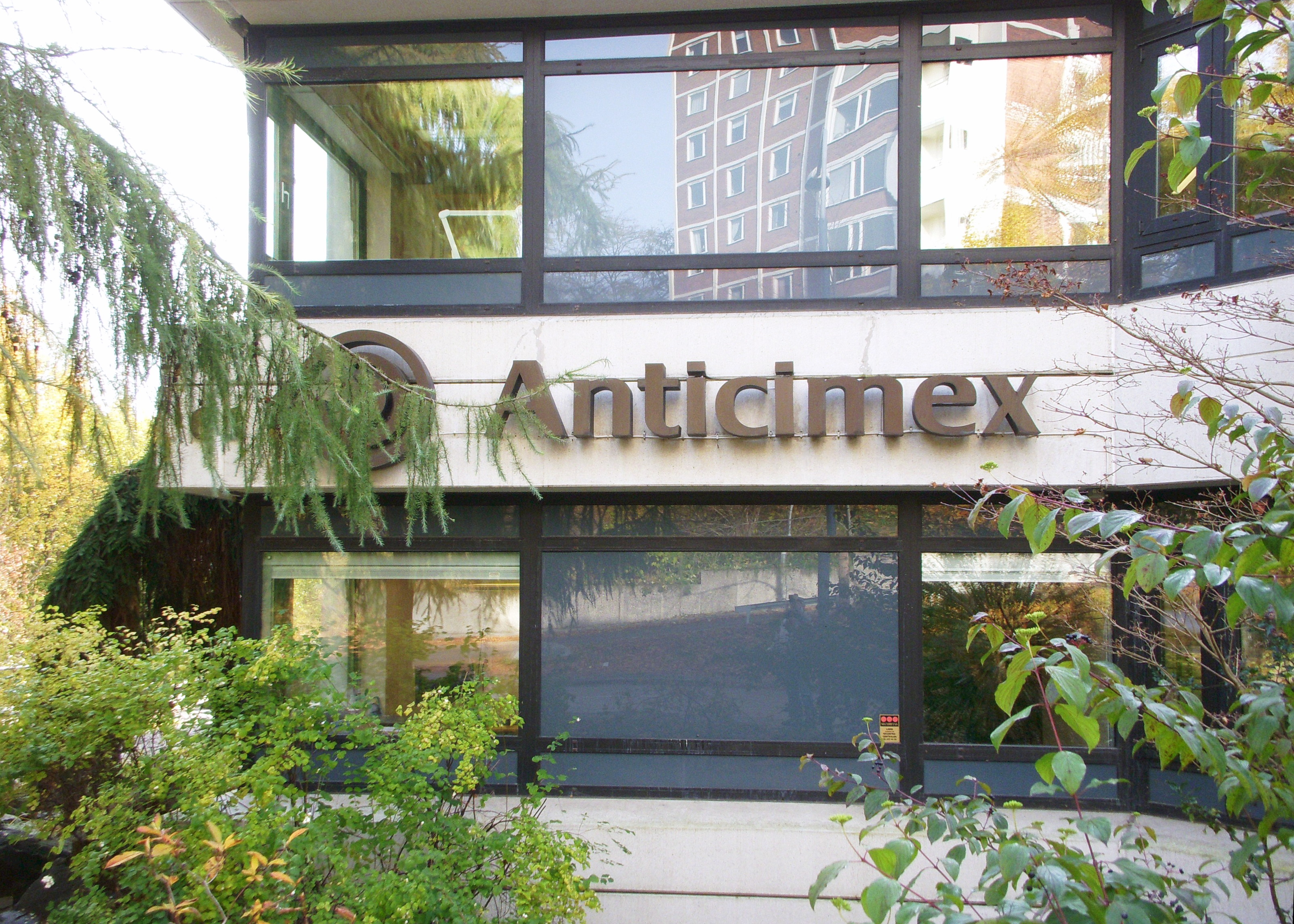
Anticimex kontorsbyggnad, byggår 1985 arkitekt: Sten Samuelsson.
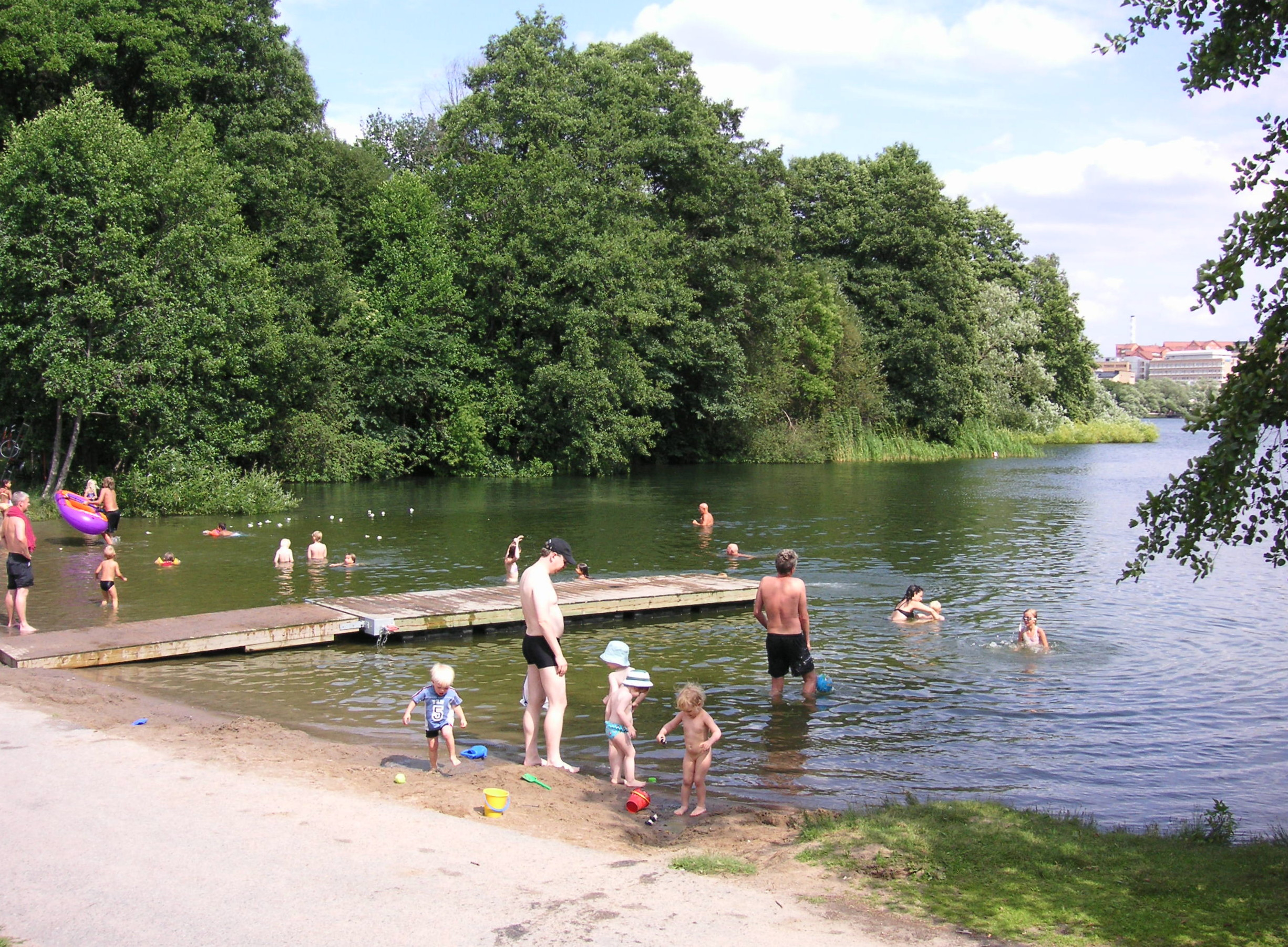
Trekantens strandbad i juli 2006.
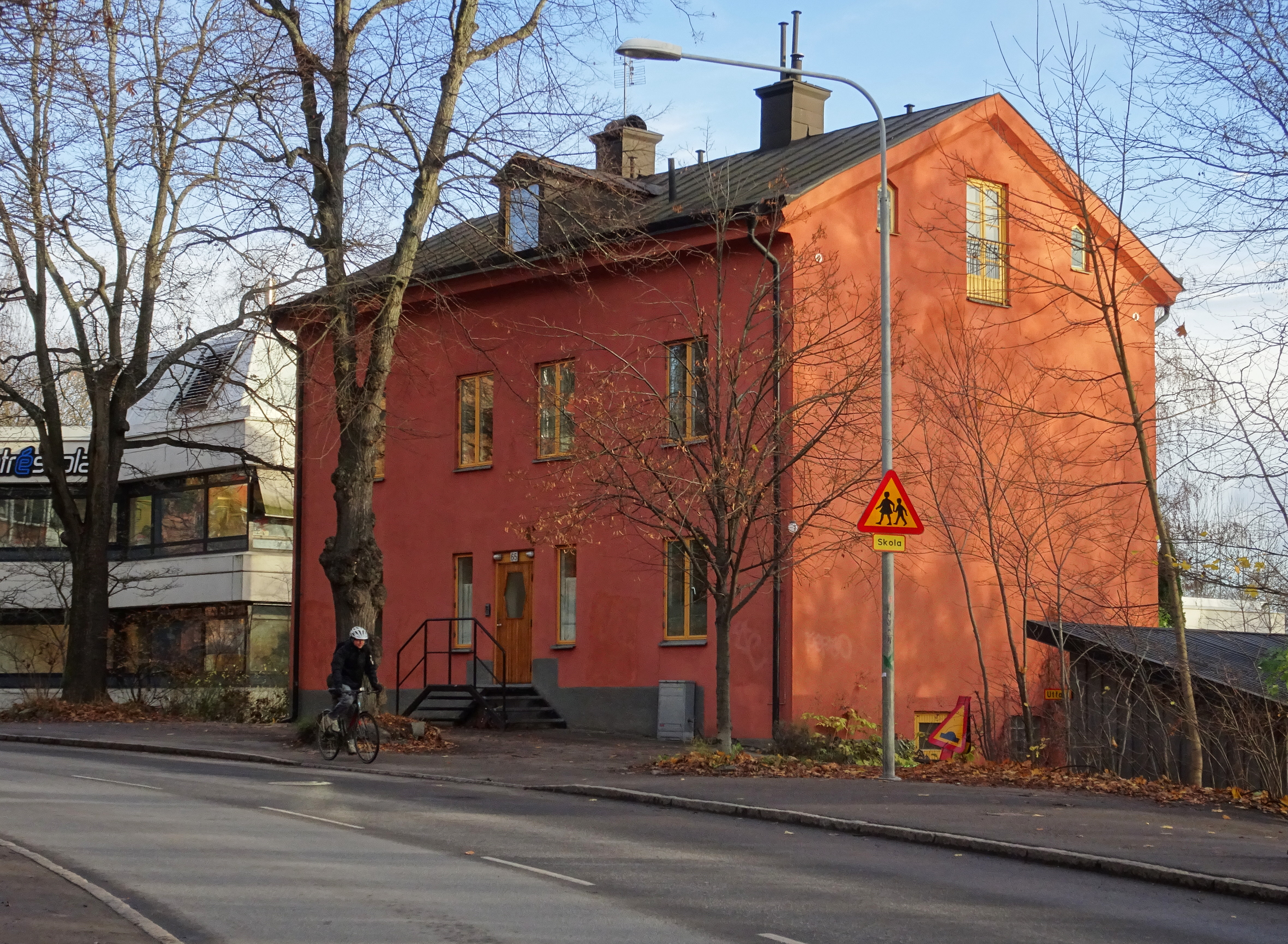
Lövholmsvägen 65, före detta Larssons Limpbageri.
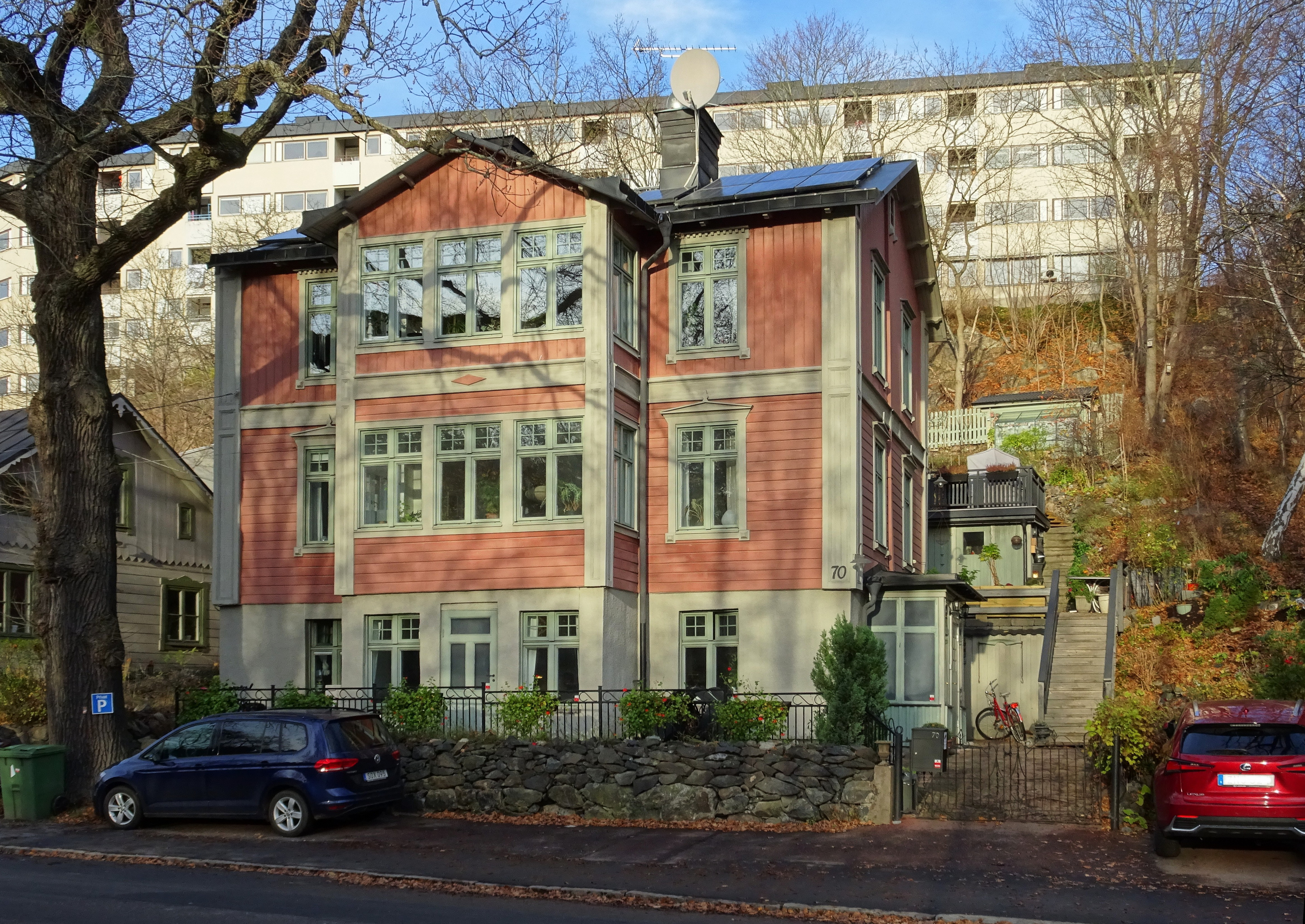
Lövholmsvägen 70, villa från 1903, arkitekt och byggherre: Egon W. Andersson.
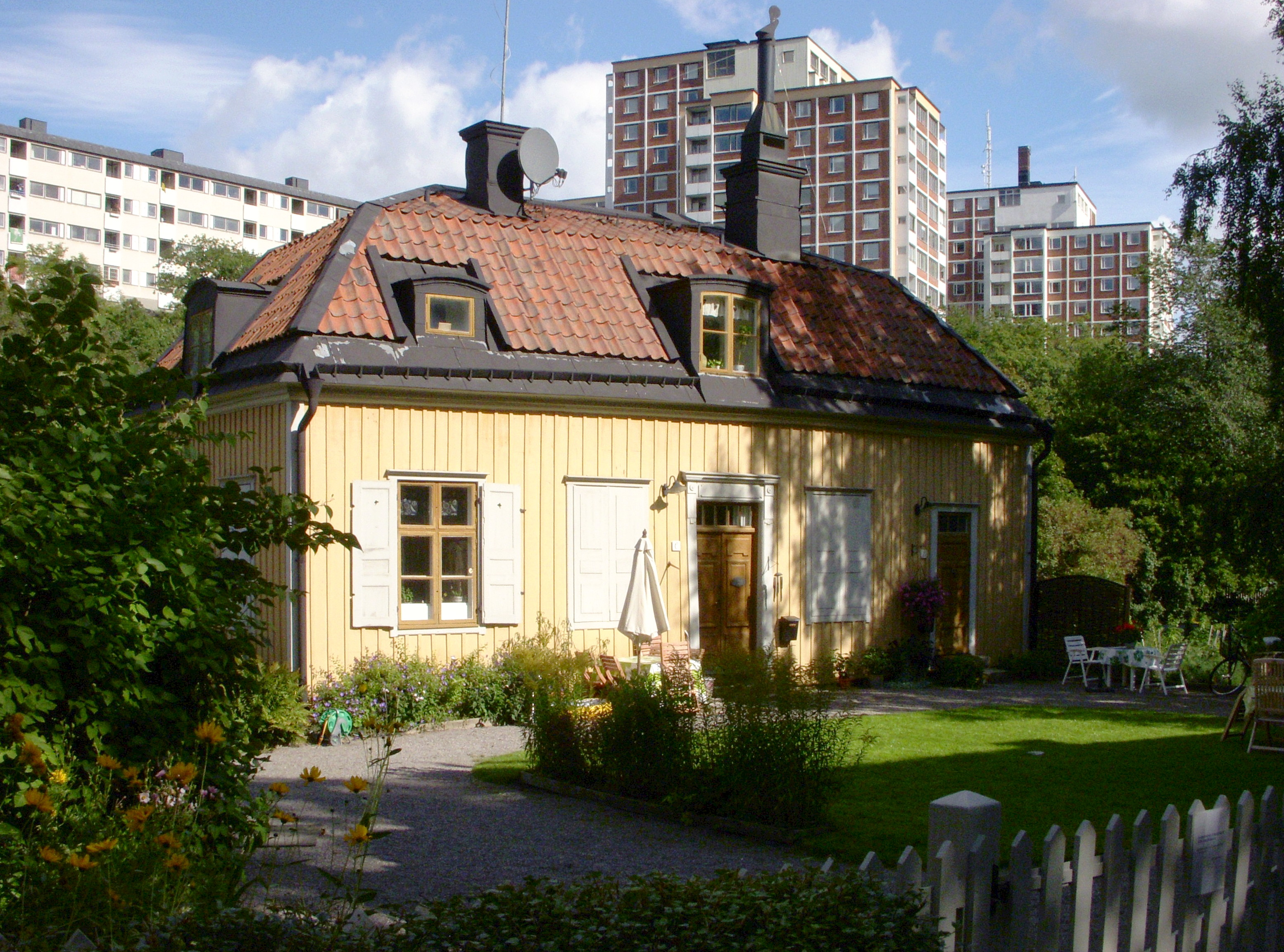
Stora Fågelsångens norra bostadshus.